# Дриљон Ценај
Дриљон Ценај (алб. Drilon Cenaj; Ђаковица, 12. септембар 1997) албански је фудбалер. Игра на позицији везног играча, а тренутно наступа за Приштину.